# Muhammad al-Bāqir

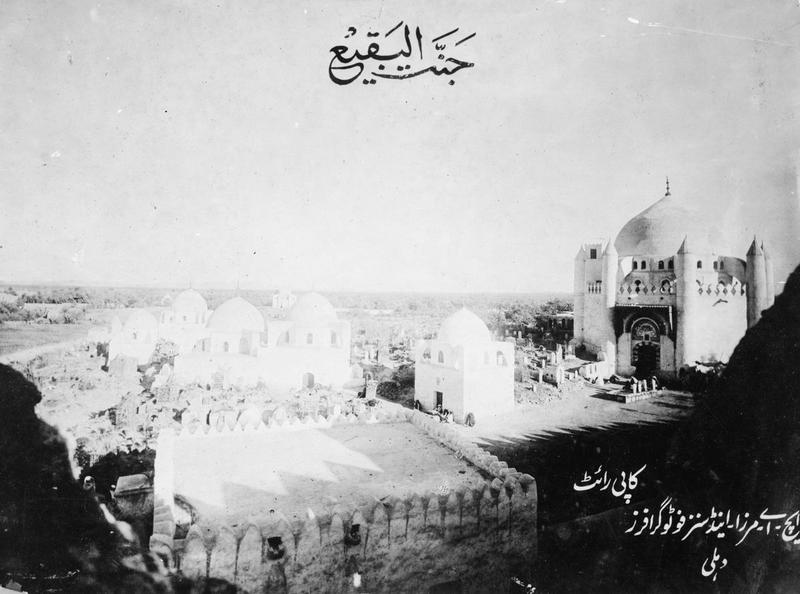
Grabstätte Muhammad al-Baqirs im Baqīʿ al-Gharqad vor seiner Zerstörung 1926 durch die saudischen Wahhabiten

Abū Dschaʿfar Muhammad ibn ʿAlī Zain al-ʿĀbidīn, genannt al-Bāqir („der [das Wissen] eröffnet“), (arabisch ابو جعفر محمد بن علي زين العابدين الباقر) (* am 16. Dezember 676 oder 10. Mai 677, bzw. an denselben Tagen des Vorjahres, in Medina; † 732–736 ebenda) war Sohn von Ali Zain al-Abidin und Vater von Dschaʿfar as-Sādiq. Er ist der fünfte Imam der Imamiten und der vierte der Ismailiten.
Nach dem Tod von Ali Zain al-Abidin entbrannte zwischen Muhammad und seinem jüngeren Bruder Zaid ein Streit um die Nachfolge als Imam. Einige Anhänger Muhammad al-Bāqirs vertraten extrem-schiitische Lehren und gründeten später eigene gnostische Sekten. Zu ihnen gehörten al-Mughīra ibn Saʿīd, der Muhammad al-Bāqir übermenschliche Eigenschaften beilegte und selbst für sich später das Prophetentum in Anspruch nahm, sowie Abū Mansūr al-ʿIdschlī, der Muhammad al-Bāqir als Propheten verehrte und nach dessen Tod behauptete, dass er das Prophetentum von ihm geerbt habe.
Beigesetzt ist Muhammad auf dem al-Baqi'-Friedhof in Medina, Saudi-Arabien. Seine Grabanlage wurde 1926 nach der saudischen Eroberung des Königreichs Hedschas von den Ichwān, fanatischen Anhängern der Wahhabiten, zerstört. Sein Sohn Soltan Ali ebn-e-Mohammad wurde im persischen Dorf Maschhad-e-Ardehal begraben, zu dessen Ehren einmal jährlich die Zeremonie Qalischuyan stattfindet.